# Éowyn
Éowyn er en fiktiv person, der optræder i J.R.R. Tolkiens trilogi Ringenes Herre. Hun beskrives som  en skjoldmø af Rohan, søster til hærføreren Eomer og deres onkel er kong Theoden af Rohan. 
Éowyn betyder "hesteelsker" på angelsaksisk (det sprog som Tolkien brugte til at repræsentere Rohan's sprog, rohirrisk). 
Da Éowyn er syv år gammel bliver hendes far dræbt af orker og hendes mor dør af sorg. Derfor vokser hun og hendes bror op hos Théoden. Kong Theodens sind er dog blevet forgiftet af hans rådgiver kaldet Grima Slangetunge, som er placeret der af Saruman. Han begærer Eowyn, der på ingen måde gengælder hans følelser.
Da Gandalf, Gimli, Legolas og Aragorn kommer til Rohan bliver Grima Slangetunge forvist og kong Theoden kan atter ånde frit.
Da krigerne drager af sted mod Gondor får Eowyn ikke lov til at gå i kamp som hun så gerne vil, men hun drager dog af sted forklædt som kriger til Minas Tirith ledsaget af Meriadoc Brændebuk, som også er blevet nægtet adgang.  Da hun i krigen møder Heksekongen af Angmar er hun ved at dø da han knuser hendes arm og derefter vil knuse resten af hende, men Meridoc stikker heksekongen i benet og Éowyn dræber heksekongen ved at stikke ham i ansigtet (således beskrevet i filmen).  
Hun bliver efterfølgende gift med Faramir, søn af Denethor, marsken af Gondor. 